# Saint-Maurice-les-Brousses
Saint-Maurice-les-Brousses ist eine Gemeinde in Frankreich. Sie gehört zur Region Nouvelle-Aquitaine, zum Département Haute-Vienne, zum Arrondissement Limoges und zum Kanton Condat-sur-Vienne.

## Geografie, Infrastruktur
Saint-Maurice-les-Brousses grenzt im Nordwesten an Jourgnac, im Nordosten an Le Vigen, im Südosten an Saint-Jean-Ligoure, im Süden an Janailhac und im Südwesten an Nexon.
Die D704 (vormalige Route nationale 704) führt über Saint-Maurice-les-Brousses.

## Bevölkerungsentwicklung
| Jahr      | 1962 | 1968 | 1975 | 1982 | 1990 | 1999 | 2008 | 2013 |
| --------- | ---- | ---- | ---- | ---- | ---- | ---- | ---- | ---- |
| Einwohner | 395  | 348  | 386  | 570  | 553  | 546  | 842  | 1047 |

## Sehenswürdigkeiten
- Kirche Saint-Maurice